# Ashton, Iowa
Ashton är en ort i Osceola County i delstaten Iowa, USA.